# Izumo no Okuni
Izumo no Okuni  (出雲の阿国? "Okuni di Izumo"), nota anche semplicemente come  Okuni (1572? – 1613) è stata un'attrice teatrale e ballerina giapponese, ed è considerata la fondatrice del teatro kabuki.

## Biografia
Secondo la leggenda era figlia di Nakamura Sanemon (中村三右衛門?), fabbro di Matsue. Numerosi membri della sua famiglia avevano servito nel santuario di Izumo ove ella fu fatta miko a sua volta, prima di partire in tournée durante l'era Bunroku (1592 - 1596) alfine di raccogliere fondi per il santuario, secondo i costumi dell'epoca. Richiamata a servire nel tempio, ella rifiutò di tornare, pur continuando ad inviare denari ad Izumo. Della vita di Okuni in quel periodo si hanno poche informazioni, reperibili solo negli appunti e diari tenuti da nobili che assistevano ai suoi spettacoli a Kyoto.
Dopo il classico debutto per una giovane danzatrice, ella si distinse per uno stile innovatore, allusivo o chiaramente erotico, come la sua interpretazione del nembutsu odori, una danza originariamente religiosa in onore del Buddha Amida, ch'ella eseguì in maniera sensuale, nel ruolo di un giovane che prega il Buddha dopo la fine di una relazione amorosa, evocata coreograficamente. Queste sue interpretazioni la portano al successo e ad avere numerose imitatrici.
Nell'anno 1603, presso il Tenman-gu di Kitano ella fa la sua prima apparizione in costume da Kabukimono che amoreggia con delle servitrici di una casa del the, un genere di scena chiamato chaya asobi ("giochi della casa del tè"). Quello spettacolo è considerato l'inizio del teatro kabuki. Secondo alcuni, ella già all'epoca aveva fondato un teatro sulle rive del fiume Kamo, dove aveva raccolto e formato un gruppo di ragazze emarginate, che vennero da lei addestrate a recitare e danzare. 
Oltre alla fondazione del kabuki, a Okuni è riconosciuto il merito di aver contribuito allo sviluppo generale del teatro giapponese. A lei è attribuita l'idea dell'hanamichi, una passerella che partendo dal fondo del teatro, attraversa i posti riservati al pubblico e che permette agli attori di interagire con esso. Questo sistema venne adottato da varie forme teatrali giapponesi.
L'ultimo spettacolo di Okuni ebbe luogo nel 1607 o nel 1612. Una fonte pone la sua data di morte nel 1613, mentre un'altra propone, abbastanza improbabile, il 1658 che forse era quella di un'altra Okuni che aveva rimpiazzato l'originale. Si ignora dove venne seppellita ma esistono due tradizioni che indicano il destino di Okuni: la prima afferma che si ritirò presso il santuario di Izumo e che venne, alla sua morte, seppellita nei suoi pressi. L'altra tradizione afferma che venne inumata nel piccolo tempio di Kōtō-in, presso quello più vasto Daitoku-ji.

## Omaggi
- Nel 2003 una statua è stata eretta in suo onore nei pressi del quartiere Pontochō di Kyoto.